# Oculair

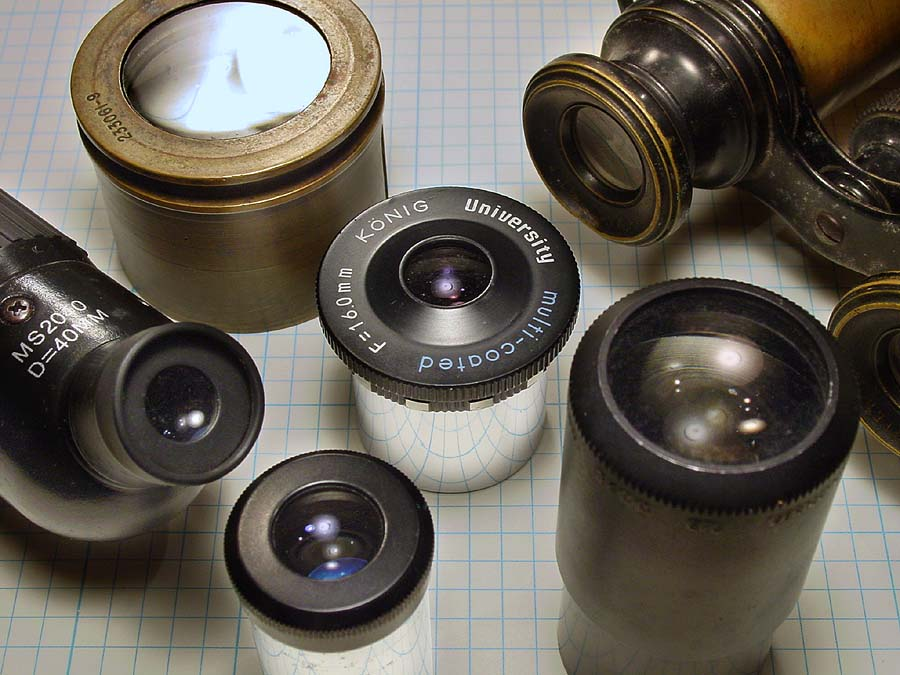
Oculairs

Een oculair (van het Latijnse oculus, oog) is een lens of lenzenstelsel waarmee het door het objectief van een optisch systeem gevormde beeld kan worden waargenomen met het oog. Voor de meeste moderne toepassingen is het oculair een positieve lens, voor de Hollandse kijker wordt echter een negatief oculair gebruikt.
Vroeger werd een oculair ook wel een ooglens genoemd, maar deze term kan verwarring geven met de lens in het oog.

## Werking
Een optisch systeem, zoals een telescoop, een verrekijker, een microscoop, een periscoop, en vele andere, vormen een zogenaamd "luchtbeeld”, een beeld dat als het ware "in de lucht zweeft”. Een oculair is in feite een loep waarmee dat beeld met het oog bekeken kan worden. Bij spiegelreflexcamera's wordt het beeld van het cameraobjectief niet als luchtbeeld maar via een matglas bekeken, het oculair van de zoeker kan op deze manier gebruikt worden om de scherpstelling en scherptediepte te beoordelen.

## Gebruik
Oculairs van optische instrumenten zijn vaak verwisselbaar. Door een ander oculair te plaatsen, kan men veelal een grotere (of kleinere) vergroting instellen, waardoor tegelijk de beeldhoek kleiner (of groter) wordt.
Ook kan men in veel gevallen het oculair wat naar voren of achteren verplaatsen, waardoor men kan scherpstellen indien men bij- of verziend is. Dit omdat bij gebruik van een bril het oog meestal wat verder van het oculair komt, waardoor men niet het gehele beeldveld kan zien.